# Jerry Moss
Jerry Moss (nascido Jerome S. Moss) (Bronx, Nova Iorque, 8 de maio de 1935 – Los Angeles, 16 de agosto de 2023) foi um executivo de gravadora norte-americano, mais conhecido por ser o cofundador da A&M Records (ele é o "M" de A&M Records), juntamente com o trompetista e líder de banda Herb Alpert.
Após graduar-se em língua inglesa numa faculdade no Brooklyn e um período no Exército dos Estados Unidos, Moss começou sua carreira musical promovendo "Sixteen Candles", um sucesso da banda "The Crests". Em 1960 ele se mudou para a Califórnia, onde se associou com Herb Alpert, formando a gravadora Carnival Records em 1962 e gerindo a companhia a partir de um escritório montado na garagem de Alpert. Ao descobrirem que o nome já estava em uso, renomearam a recém-criada gravadora como A&M Records.
Após a venda do selo A&M para a PolyGram, os dois executivos criaram a Almo Sounds em 1994, um novo selo que ainda continua em operação.
Jerry Moss e Herb Alpert foram nomeados para Rock and Roll Hall of Fame em 2006 como "não músicos".

## Criação de cavalos de corrida
Jerry Moss e sua esposa, Ann, também criavam cavalos e foram premiados com o primeiro lugar no Kentucky Derby de 2005 após a vitória de seu primeiro cavalo a ter entrado naquela corrida, chamado "Giacomo".
Assim como Giacomo, eles deram um nome musical a uma das éguas de seu plantel, Zenyatta, que é o nome do terceiro álbum do conjunto The Police, Zenyatta Mondatta.

## Morte
Moss morreu em 16 de agosto de 2023, aos 88 anos, em Los Angeles.